# دندو، آنگولا
دندو (به انگلیسی: Dondo) شهری در استان کوانزای شمالی واقع در کشور آنگولا است که در سال ۲۰۰۹ میلادی ۳۰٬۳۳۸ نفر جمعیت داشته است.